# NK Rudar Bukinje
NK Rudar je bosanskohercegovački nogometni klub iz mjesta Bukinja – Šićkog Broda kraj Tuzle. Klupske boje su rudarske boje zelena i crna.

## Zanimljivosti
Za Rudar iz Bukinja igrao je Ivan Tomić, otac australskog tenisača Bernarda Tomića.